# Sripurjabdi
Sripurjabdi (en népalais : श्रीपुरजब्दी) est un comité de développement villageois du Népal situé dans le district de Sunsari. Au recensement de 2011, il comptait 15 059 habitants.